# James Naismith

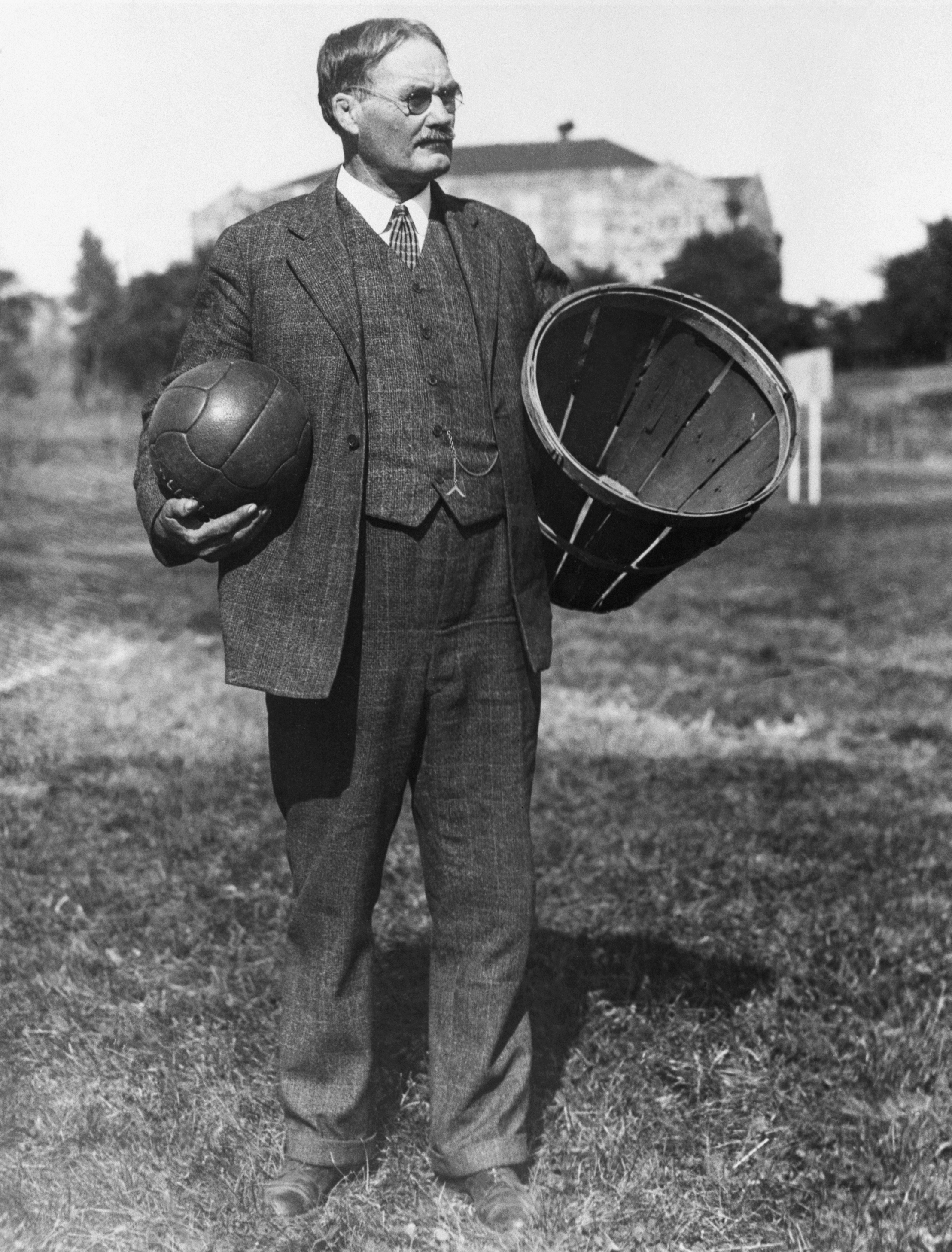
James Naismith

James A. Naismith, B.A., M.A., M.D., D.D, ( n. 6 noiembrie 1861 – 28 noiembrie 1939), pedagog, medic, preot prezbiterian și antrenor canadian, a fost inventatorul jocului de baschet, primul care a introdus casca de protecție în fotbalul american și primul antrenor care a ansamblat și condus o echipă de baschet formată din 5 (cinci) jucători.
Născut în cartierul Ramsay (Ramsay township) în apropiere de Almonte, Ontario, Canada, Naismith a fost fiul cel mai mare al unei familii de imigranți scoțieni, care sosiseră în zonă în 1851 pentru a lucra în industria minieră.
1. 1 2  James Naismith, Find a Grave, accesat în 9 octombrie 2017
2. 1 2  James Naismith, Encyclopædia Britannica Online, accesat în 9 octombrie 2017
3. ↑  Sports-Reference.com, accesat în 21 decembrie 2022
4. 1 2  James Naismith, SNAC, accesat în 9 octombrie 2017
5. ↑   https://www.fiba.basketball/fr/hall-of-fame/James-Naismith, accesat în 15 ianuarie 2021 Lipsește sau este vid: |title= (ajutor)
6. ↑  Hall of Fame